# Proconura v-carinata
Proconura v-carinata är en stekelart som först beskrevs av Girault 1927.  Proconura v-carinata ingår i släktet Proconura och familjen bredlårsteklar. Inga underarter finns listade i Catalogue of Life.